# Rio Piracanga
Localizado ao sul da Península de Maraú, o Rio Piracanga separa os municípios de Itacaré (ao Sul) e Maraú (ao Norte). O Rio Piracanga nasce da união de nascentes que brotam nas florestas da região a uns 20km (aproximadamente) do encontro com o Oceano Atlântico. Fonte de uma biodiversidade riquíssima, nele habitam centenas de espécies dentre as quais contam aves, peixes, mamíferos e repteis. 

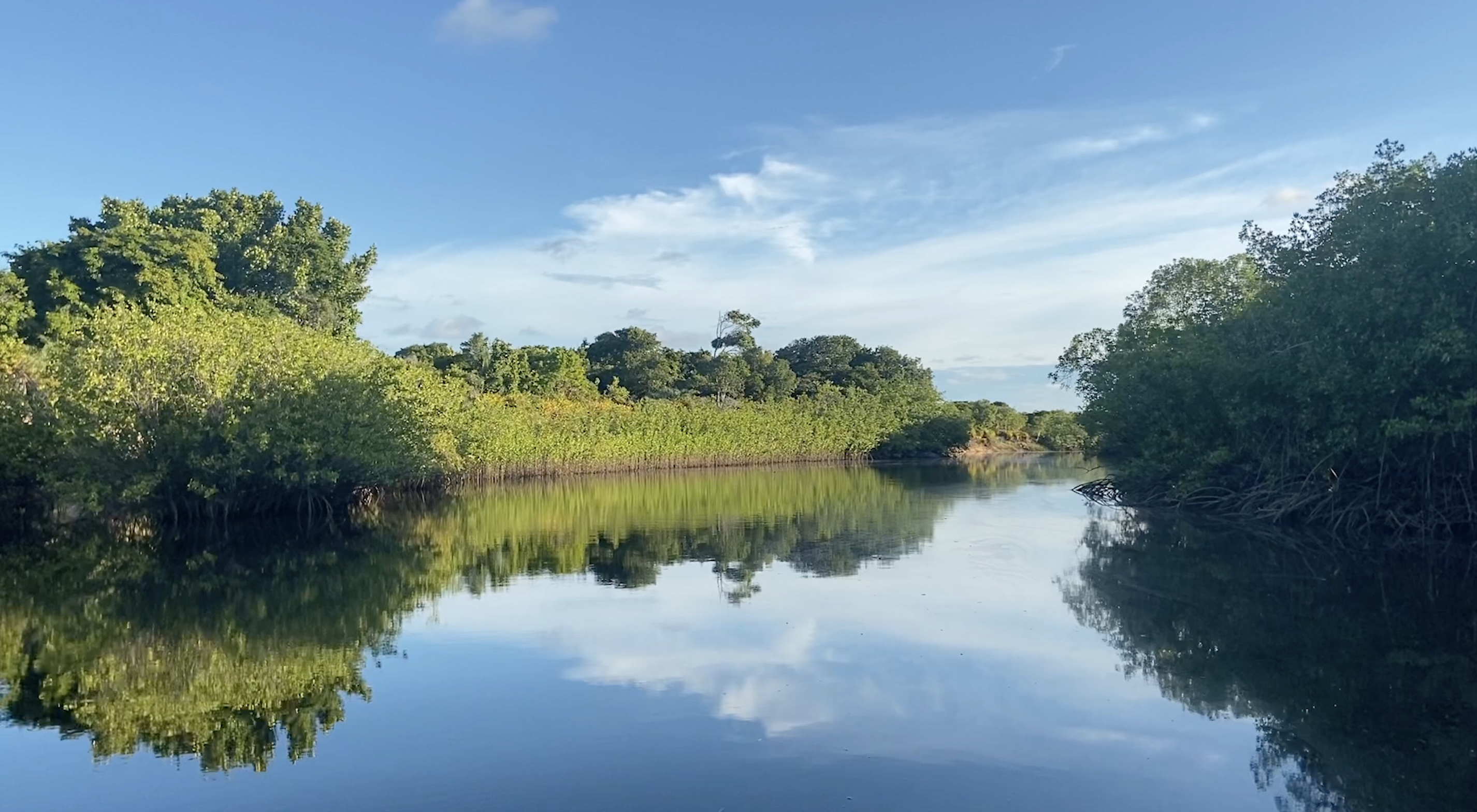
Rio Piracanga / Foto: Santiago Lingurini